# Doris Metaxa
Doris Metaxa (Marseille, 12 juni 1911–7 september 2007) was een tennisspeelster uit Frankrijk.
In 1932 won ze met de Belgische Josane Sigart het dubbeltoernooi van Wimbledon. Het jaar daarvoor hadden ze ook samen de finale gespeeld, en in drie sets verloren van Phyllis Mudford en Dorothy Shepherd.